# Pedostrangalia ulmi
Pedostrangalia ulmi är en skalbaggsart som beskrevs av Holzschuh 1982. Pedostrangalia ulmi ingår i släktet Pedostrangalia och familjen långhorningar.
Artens utbredningsområde är Pakistan. Inga underarter finns listade i Catalogue of Life.